# Das Lied vom Leben
Pour plus de détails, voir Fiche technique et Distribution.
Das Lied vom Leben est un film allemand réalisé par Alexis Granowsky, sorti en 1931,.

## Fiche technique
- Titre : Das Lied vom Leben
- Réalisation : Alexis Granowsky
- Scénario : Victor Trivas et[H. Lechner
- Photographie : Heinrich Balasch (en) et Victor Trinkler
- Montage : Mark Asarow et Jean Oser
- Musique : Franz Waxman
- Pays de production : République de Weimar
- Format : Noir et blanc
- Genre : drame
- Durée : 65 minutes
- Date de sortie : 1931

## Distribution
- Aribert Mog : Igor
- Margot Ferra : Erika Walter
- Elsa Wagner : la mère d'Erika
- Carl Goetz : Baron von Hammen
- Ernst Busch : Chanteur
- Leo Monosson : Chanteur
- Harald Paulsen (en) : Chanteur
- Greta Keller : Chanteuse
- Eduard von Winterstein
- Erik Frey